# Saint-Laurent-Rochefort
Saint-Laurent-Rochefort is een dorp en voormalige gemeente in de Franse gemeente Solore-en-Forez in het departement Loire in de regio Auvergne-Rhône-Alpes. De voormalige gemeente telt 248 inwoners (1999). De plaats maakt deel uit van het arrondissement Montbrison.

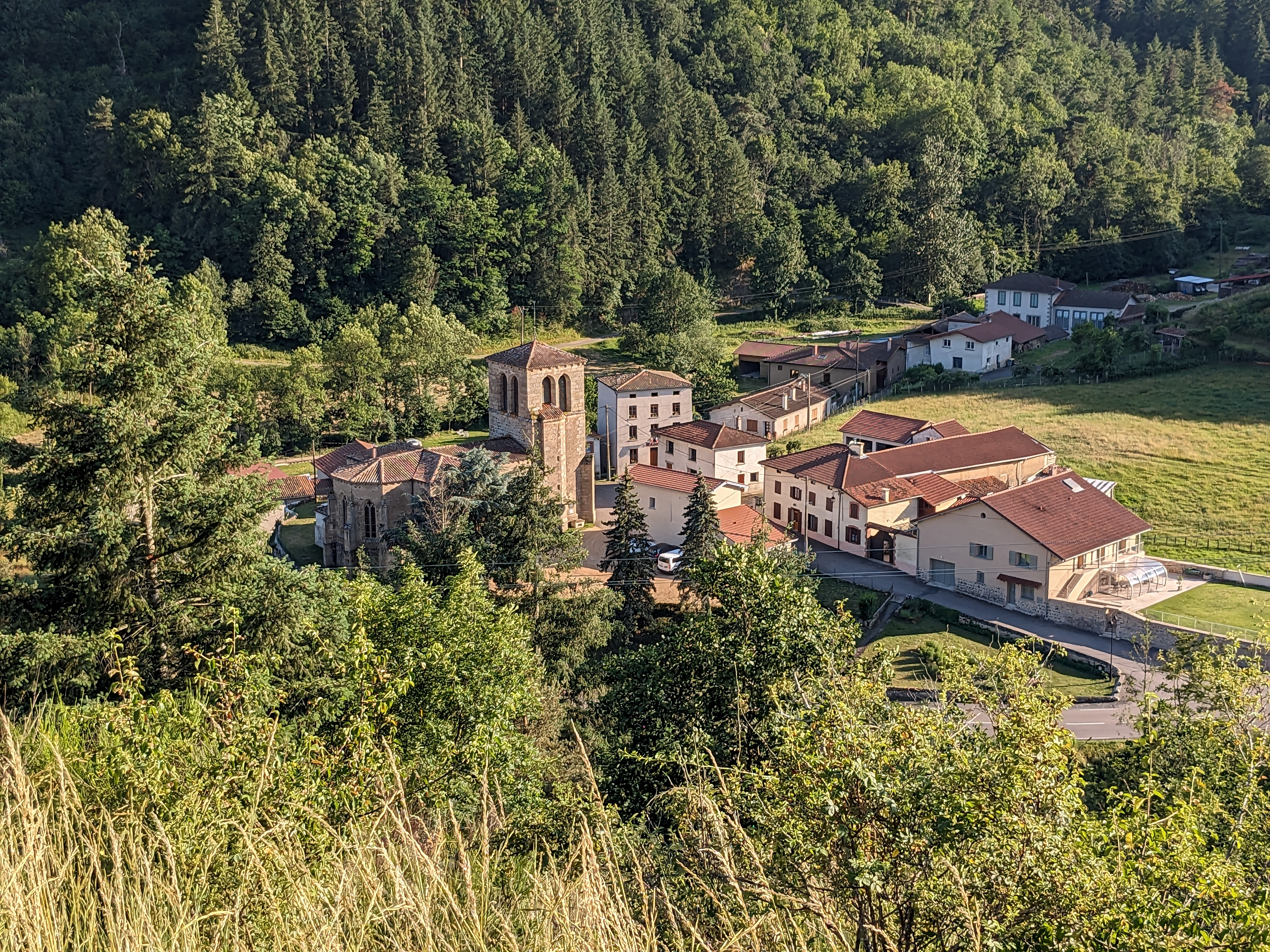
Zicht op Saint-Laurent-Rochefort

## Geschiedenis
Een oude vermelding van de plaats gaat terug tot de 11de eeuw als Ecclesia de Solodro, vel de Sancto Laurencio Hospitalis Rupefortis. De 18de-eeuwse Cassinikaart duidt de plaats aan als het dorp St. Laurent en Solore, met ten noordwesten het dorp Rochefort. De naam Saint-Laurent-en-Solore bleef tot het eind van de 18de eeuw in gebruikt. Van Saint-Laurent hing ook het nabijgelegen L'Hôpital-sous-Rochefort af.
Op het eind van het ancien régime eind 18de eeuw, toen de gemeenten werden gecreëerd, werd Saint-Laurent-Rochefort een afzonderlijk gemeente, waarin ook het dorpje Rochefort werd ondergebracht. L'Hôpital-sou-Rochefort werd achter afgezonderd in een aparte gemeente.
Op 1 januari 2025 fuseerde de gemeenten met Débats-Rivière-d'Orpra en L'Hôpital-sous-Rochefort tot de commune nouvelle Solore-en-Forez, waardoor deze plaatsen die tot voor de Franse Revolutie samen hoorden, weer verenigd werden.

## Geografie
De oppervlakte van Saint-Laurent-Rochefort bedraagt 15,5 km², de bevolkingsdichtheid is 16,0 inwoners per km².
Het dorpscentrum van Saint-Laurent-Rochefort ligt in het dal. Op het grondgebied van de voormalige gemeente ligt ook het dorpje Rochefort op de hoogte. Verder liggen verspreid over het grondgebied nog verschillende gehuchten, waaronder Collet, Serre, Chazelles Haut en Chazelles Bas, Chardenat, le Bruchet, la Vorgère en Lestra (Lestra Haut en Lestra Bas). 
De onderstaande kaart toont de ligging van Saint-Laurent-Rochefort met de belangrijkste infrastructuur en aangrenzende gemeenten.

## Bezienswaardigheden
- De Église Saint-Laurent

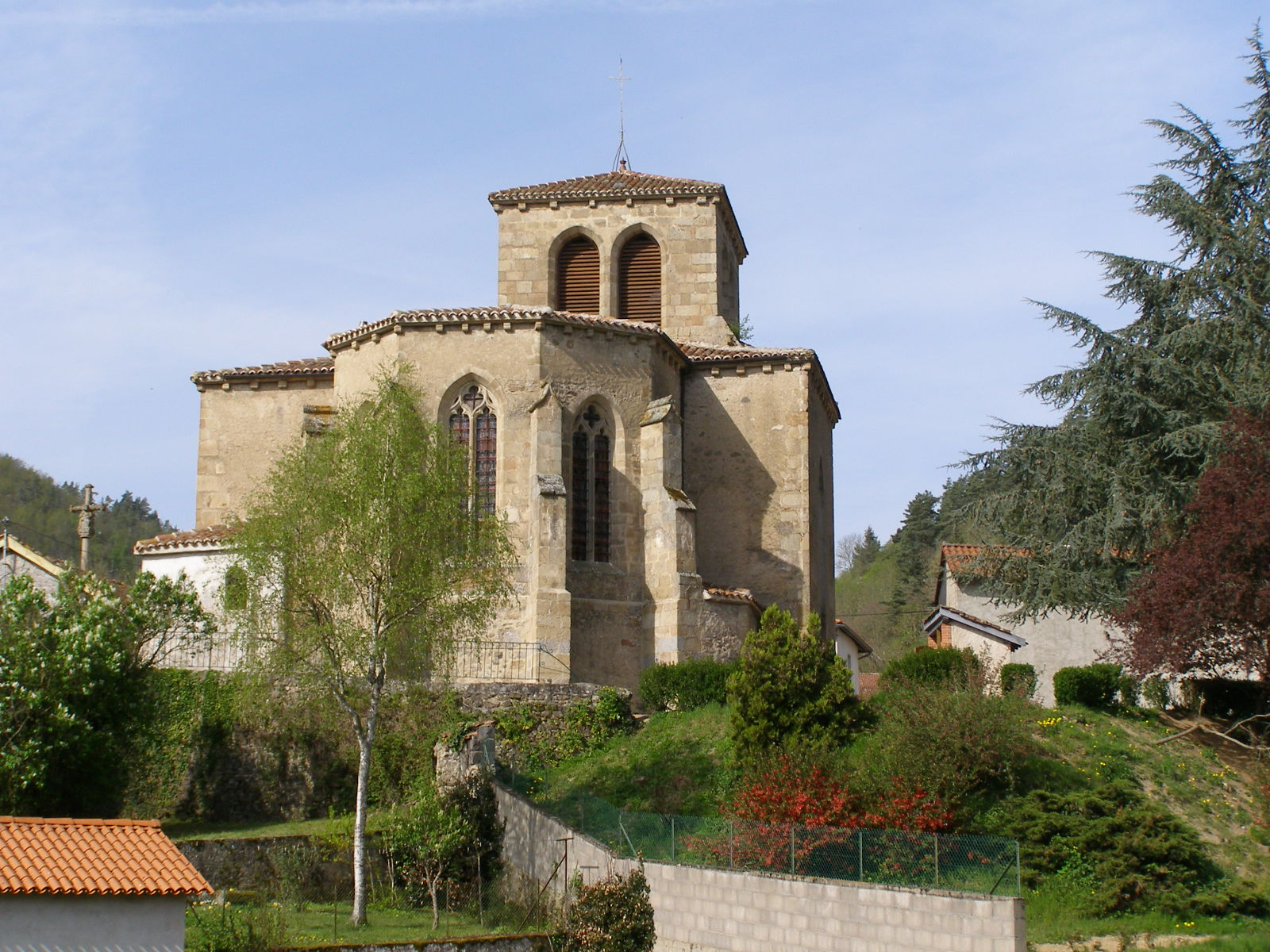
Église Saint-Laurent

## Demografie
Onderstaande figuur toont het verloop van het inwonertal.
Deelgemeenten: Débats-Rivière-d'Orpra · L'Hôpital-sous-Rochefort · Saint-Laurent-Rochefort

Overige plaatsen: Bruchet · Chardenat · Chazalles Bas · Chazalles Haut · Collet · Lestra · Ligeay · le Martel · le Pras · Rochefort · Serre · Vorgère